# Krank Glacier
Krank Glacier är en glaciär i Antarktis. Den ligger i Östantarktis. Nya Zeeland gör anspråk på området. Krank Glacier ligger 1 472 meter över havet.
Terrängen runt Krank Glacier är kuperad söderut, men norrut är den bergig. Trakten är obefolkad. Det finns inga samhällen i närheten. 